# Abul Açair Amade ibne Nácer

Zona fronteiriça árabe-bizantina

Abul Açair Amade ibne Nácer (Abu'l-Asa'ir Ahmad ibn Nasr - lit. Abu Açair Amade, filho de Nácer) foi um comandante militar do Califado Abássida e governador de Tarso de março de 903 a agosto de 905.

## Vida
Abu'l-Asa'ir foi nomeado ao posto de governador (uale ou emir) de Tarso e da zona fronteiriça ciliciana (Tugur Axamia) com o Império Bizantino em 22 de março de 903, em sucessão a Muzafar ibne Haje. Ele partiu de Bagdá em 12 de maio em direção da fronteira, acompanhado por tropas bem como por presentes do califa abássida Almoctafi (r. 902–908) ao imperador bizantino Leão VI, o Sábio (r. 886–912).
No final do verão ou outono de 904, ele mediou a conclusão de uma trégua e uma troca de prisioneiros com os bizantinos, para ocorrer no ano seguinte. No meio tempo, contudo, o general bizantino Andrônico Ducas invadiu o território árabe e saqueou Marache (Germaniceia), acarretando a demissão de Abu'l-Asa'ir e sua substituição por Rustã ibne Baradu.